# 弗蘭肯巴赫河
52°1′7.30″N 7°48′35.68″E / 52.0186944°N 7.8099111°E
弗蘭肯巴赫河（德語：Frankenbach），是德國的河流，位於該國西部，流經北萊茵-威斯特法倫州，屬於貝沃河的左支流，河道全長7.4公里，流域面積21.5平方公里。